# White Fawns devotion
White Fawn's devotion: A Play Acted by a Tribe of Red Indians in America är en amerikansk kort stumfilm inom genren drama från år 1910. En del tror att filmens huvudroll, "White Fawn", spelas av James Young Deers hustru, Lillian St. Cyr, även känd som Princess Red Wing, men huvudrollens utseende matchar inte St. Cyrs. Filmen spelades in i New Jersey i 24 bilder per sekund.
White Fawn's devotion är den äldsta kvarvarande filmen som regisserades av en indian. Det var en av de tidigaste filmerna som spelades in i Amerika av den franska filmstudion Pathé. En recensent i tidningen New York Dramatic Mirror skrev att filmen "är intressant om vi kan glömma bort New Jersey-landskapet" och noterade att "det är inte helt klart var hängivenheten kommer ifrån, eller vad den består av".
År 2008 lades filmen till i USA:s National Film Registry med motiveringen att filmen är "kulturellt, historiskt eller estetiskt betydelsefull".